# امین سیکل
امین سیکل (متولد ۲ دسامبر ۱۹۵۰ در کابل) مدیر مرکز مطالعات عرب و اسلامی (خاورمیانه و آسیای مرکزی) و پروفسور علوم سیاسی دانشگاه ملی استرالیا است. زمینه کاری او سیاست، تاریخ، اقتصاد سیاسی و روابط بین‌الملل در خاورمیانه و آسیای مرکزی است.

## آثار
- مشارکت در نوشتن تاریخ ایران کمبریج[۱]

- Saikal, Amin (2019). Iran Rising: The survival and Future of the Islamic Republic of Iran. Princeton University Press. ISBN 9780691175478.
- Saikal, Amin (2009). The Rise and Fall of the Shah: Iran – From Autocracy to Religious Rule. Princeton University Press. ISBN 0-207-14412-5.
- Saikal, Amin (1980). The Rise and Fall of the Shah 1941 - 1979. Princeton University Press. ISBN 0-207-14412-5.
- Saikal, Amin (2004). Modern Afghanistan. A History of Struggle and Survival. I. B. Tauris and Co. Ltd.
- Saikal, Amin (2003). Islam and the West: Conflict or Co-operation?. London: Palgrave Macmillan.